# Wiesbadener Lyrikpreis Orphil
Der Lyrikpreis Orphil ist ein Literaturpreis, der seit 2012 alle zwei Jahre von der Landeshauptstadt Wiesbaden in Kooperation mit hr2-kultur vergeben wird.
Ilse Konell, die Witwe des 1991 verstorbenen Dichters George Konell, stiftete den mit 10.000 Euro dotierten Preis anlässlich des 100. Geburtstags von George Konell, der viele Jahre seines Lebens in Wiesbaden verbrachte. Die Verleihung findet regelmäßig am 6. Juni, seinem Geburtstag, im Wiesbadener Literaturhaus Villa Clementine statt. Orphil nannte George Konell die eisernen Gockel auf den Rathäusern Frankreichs, die für ihn das Lied des Sängers Orpheus wie auch die Ideale der Französischen Revolution verkörperten. Mit dem Literaturpreis ausgezeichnet werden „Lyrikerinnen oder Lyriker, die mit ihrem Werk Stellung beziehen und sich politischen wie stilistischen Moden zu widersetzen wissen“.
Die unabhängige Jury besteht seit 2018 aus der freien Kritikerin Beate Tröger, dem Leiter des Hessischen Literaturforums, Björn Jager, und dem Leiter der Literaturredaktion von hr2-kultur Alf Mentzer. Sie vergibt außerdem den mit 2.500 Euro dotierten Orphil-Debütpreis.

## Preisträger
- Lyrikpreis Orphil:
  - 2012: Ursula Krechel, insbes. für ihre beiden Bände Stimmen aus dem harten Kern und Jäh erhellte Dunkelheit
  - 2014: Karin Kiwus für Das Gesicht der Welt
  - 2016: Ulrike Draesner für Subsong
  - 2018: Christoph Meckel für sein Lebenswerk und insbesondere für den Band Kein Anfang und kein Ende. Zwei Poeme
  - 2020: Marion Poschmann für ihr bisheriges lyrisches Werk und insbesondere für den Band Nimbus
  - 2022: Daniela Danz für ihr bisheriges lyrisches Werk und insbesondere für den Band Wildniß
  - 2024: Franz Dodel für sein bisheriges lyrisches Werk und insbesondere den Band Nicht bei Trost. Tessitura

- Orphil-Debütpreis:
  - 2012: Simone Kornappel für raumanzug
  - 2014: Levin Westermann für unbekannt verzogen
  - 2016: Rike Scheffler für der rest ist resonanz
  - 2018: Sibylla Vričić Hausmann für 3 Falter[2]
  - 2020: Eva Maria Leuenberger für dekarnation
  - 2022: Ronya Othmann für Die Verbrechen
  - 2024: Sirka Elspaß für ich föhne mir meine wimpern